# Lorenzo Cárdenas Aregullín
Lorenzo Cárdenas Aregullín (* 23. März 1937 in Ciudad Victoria) ist ein mexikanischer Priester und emeritierter Bischof von Papantla.

## Leben
Lorenzo Cárdenas Aregullín empfing am 29. Juni 1962 die Priesterweihe.
Papst Paul VI. ernannte ihn am 17. März 1978 zum Weihbischof in Tehuacán und Titularbischof von Crepedula. Die Bischofsweihe spendete ihm der Bischof von Tampico, Arturo Antonio Szymanski Ramírez, am 7. Mai desselben Jahres; Mitkonsekratoren waren Ernesto Corripio y Ahumada, Erzbischof von Mexiko, und Rafael Ayala y Ayala, Bischof von Tehuacán.
Papst Johannes Paul II. ernannte ihn am 30. August 1980 zum Bischof von Papantla. Am 2. Mai 2012 nahm Papst Benedikt XVI. das von Lorenzo Cárdenas Aregullín aus Altersgründen vorgebrachte Rücktrittsgesuch an.